# Palacio de la Generalidad Valenciana
El palacio de la Generalidad (Palau de la Generalitat en valenciano) de Valencia (España) es un edificio de estilo gótico valenciano con intervenciones renacentistas que data del siglo XV. Es Bien de Interés Cultural desde 1931.
El palacio de la Generalidad Valenciana está situado en el barrio de la Seu, distrito de Ciutat Vella de Valencia, ubicado entre las calles Caballeros (antes calle de Les Corts y antes calle Major de Sant Nicolau), la calle Bailia y la Plaza de Manises (antes plaza de San Bartolomé), donde se encuentran otros edificios muy representativos de la ciudad, como son la Catedral de Valencia, la Basílica de la Virgen de los Desamparados o el Palacio de Fuentehermosa, sede de la presidencia de la Generalidad Valenciana.
Actualmente es la sede de la Generalidad Valenciana, el gobierno de la Comunidad Valenciana, aunque a lo largo de la historia de Valencia el edificio ha sido sede de las siguientes instituciones, de las que ha tomado nombre: 
- Casa de la Diputación del General del Reino de Valencia (1421-1705).
- Real Audiencia (1750-1923).
- Diputación Provincial (1923-1982).
- Comité Ejecutivo Popular (1936-1937).
- Generalidad Valenciana (1982-actualidad).

Además de su simbolismo político, constituye uno de los mejores exponentes de la arquitectura civil valenciana del período foral, interviniendo en ella los principales maestros de su tiempo.

## El edificio

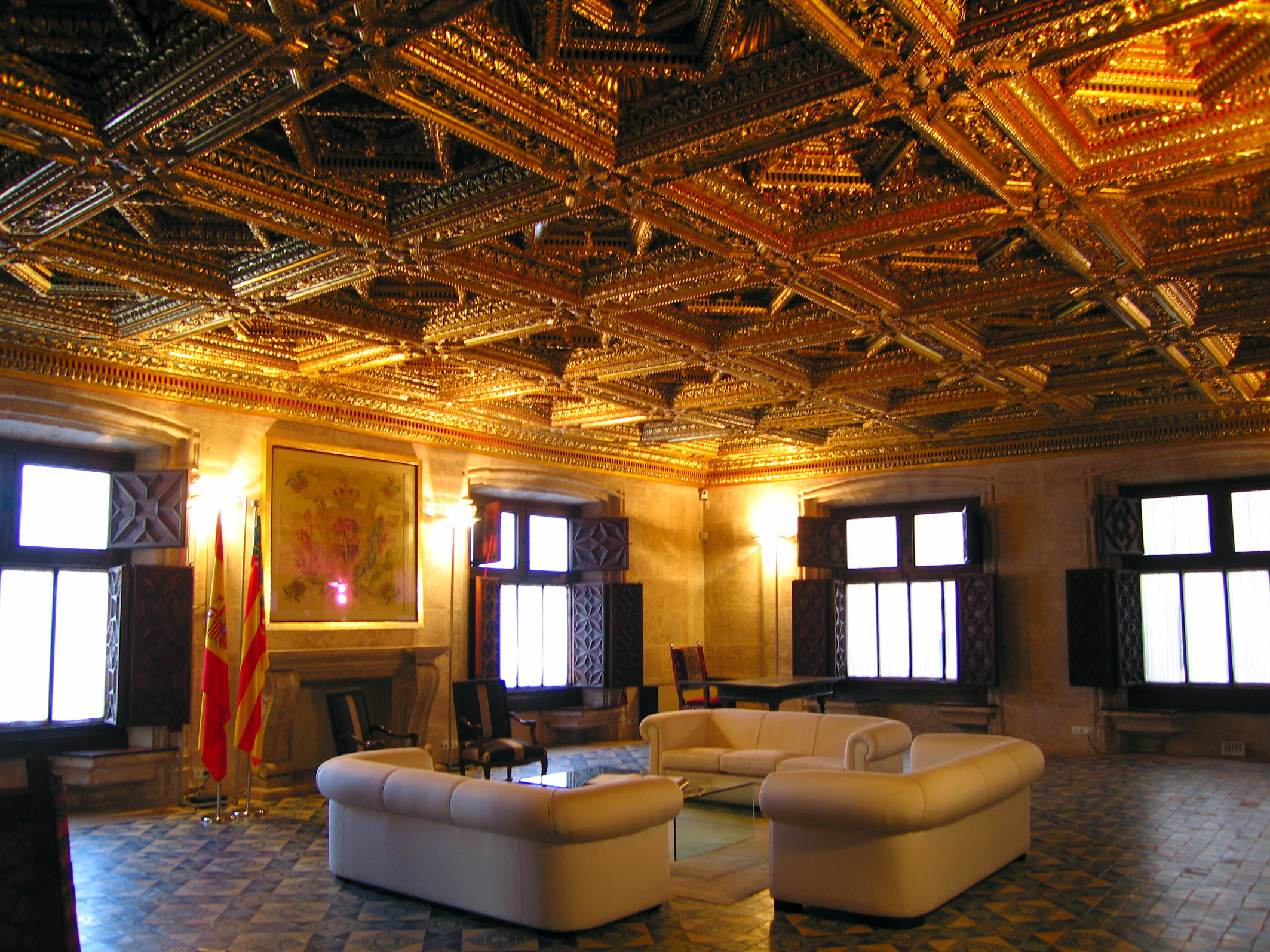
Vista de la «sala gran daurada» del Palacio de la Generalidad Valenciana.

El palacio inició su construcción en 1421.
La arquitectura de este edificio representa una compleja mezcla de estilos artísticos que van desde el gótico al herreriano, pasando por el renacentista de varias épocas. El primitivo caserón es gótico mediterráneo con el patio descubierto y con su escalera volada, con puerta ojival en el entresuelo, al igual que en la fachada, con ventanales adintelados en el entresuelo y trilobulados en la altura principal, al igual que en las ventanas situadas debajo del alero. Las puertas halconeras y las esquinas son renacentistas y los ventanales del segundo piso clasicistas. La balaustrada que corona las torres es de carácter escurialense.
Al interior del palacio se accede por la puerta principal, donde existe un patio descubierto de estilo gótico con una escalera de 1525 por la que se accede al piso principal de 1482. Existe otra escalera que da acceso al entresuelo del torreón que posee un rico artesonado policromado, con mucho oro, por el cual se llama a esta estancia la sala dorada, diseñada por Ginés Linares en 1534 y finalizada por diferentes pintores, Juan de Juanes entre ellos. De la sala dorada se pasa a otra más pequeña obra de Mariano Benlliure.

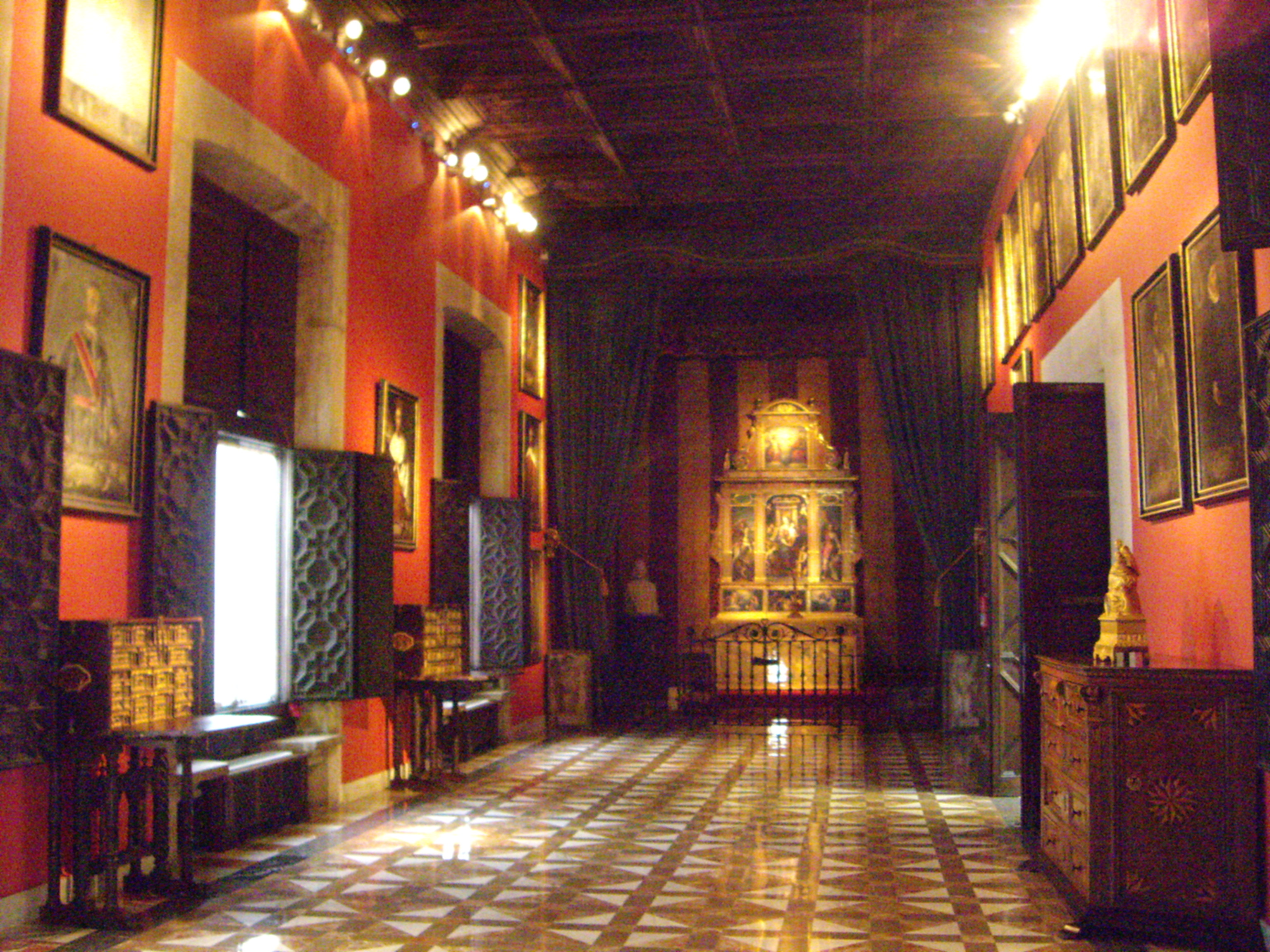
Vista de la Sala de los Reyes del Palacio de la Generalidad.

En el piso principal entramos bajo un arco gótico coronado por un bello friso renacentista. A la derecha se ha instalado el oratorio, con un retablo de 1606, de Fondestald, en el que se representan los patronos de los tres brazos del Reino. Es muy llamativo el frontal de brocado y un crucifijo de Ribalta. En el solemne salón de las Cortes se representan en los lienzos de las paredes sus estamentos. El fresco es de Juan Sariñena. Los azulejos del magnífico zócalo proceden de fábricas valencianas que imitaron la azulejería de Triana y de Talavera. Más importante son la techumbre y la galería. Fue labrada en madera por Ginés Linares, en 1540, y Gaspar Gregori, desde 1563 a 1566. 
En el corredor o salón de reyes hay una interesante galería de retratos de los reyes de Valencia, desde Jaime I el Conquistador a Alfonso XIII. Este salón se alza sobre la crujía de vigas del zaguán y se asoma a la calle Caballeros a través de sus cuatro ventanales partidos por finas columnas. La construcción de la estancia, iniciada en 1511, se debe a Joan Monçano. El artesonado original desapareció en el siglo XIX y fue sustituido por el actual. Este salón es utilizado en la actualidad para recepciones. En los demás salones del palacio, la Diputación de Valencia conserva un extraordinario acervo de arte en el que figuran obras capitales de los más destacados artistas valencianos. El torreón nuevo se construyó en los años 50, obra de Luis Albert Ballesteros, que ha logrado una inteligente compenetración de lo nuevo con lo antiguo. Junto a la fachada que presenta el primitivo torreón al este, se extiende un pequeño jardín que ocupa el solar que dejó la antigua Casa de la Ciudad.

## Descripción cronológica

### El edificio primitivo (1422-1480)
En el año 1418 los diputados de la Generalidad decidieron buscar un lugar fijo para realizar sus reuniones periódicas, con lo que en 1421 alquilarían al notario Jaume Desplà dos dependencias de una casa «alberch» en la actual calle Caballeros para usarlas como salas de reuniones y escribanía. El lugar escogido era propicio por ser bastante céntrico, muy próximo a la antigua Casa de la Ciudad y a la Catedral, sedes del poder temporal y espiritual, respectivamente. Al año siguiente, en 1422, se realizaría la compra de toda la vivienda. El edificio tenía unas dimensiones muy modestas, contando con las citadas salas de reuniones y escribanía, además de un estudio sobre el establo. 
En esta época se llevan a cabo diferentes obras de adaptación y embellecimiento que no han llegado hasta nuestros días. En 1450 se ciega una puerta menor que existía junto a la principal en la Calle Caballeros y en 1456 se renueva la fachada posterior, recayente a la actual Plaza de Manises, con la apertura de una gran puerta y dos ventanas. Algunos años más tarde, en 1476, se construiría un porche sobre la cubierta plana, con un potente voladizo a imitación del de la cercana Casa de la Ciudad. 

#### Primeras intervenciones importantes (1481-1511)

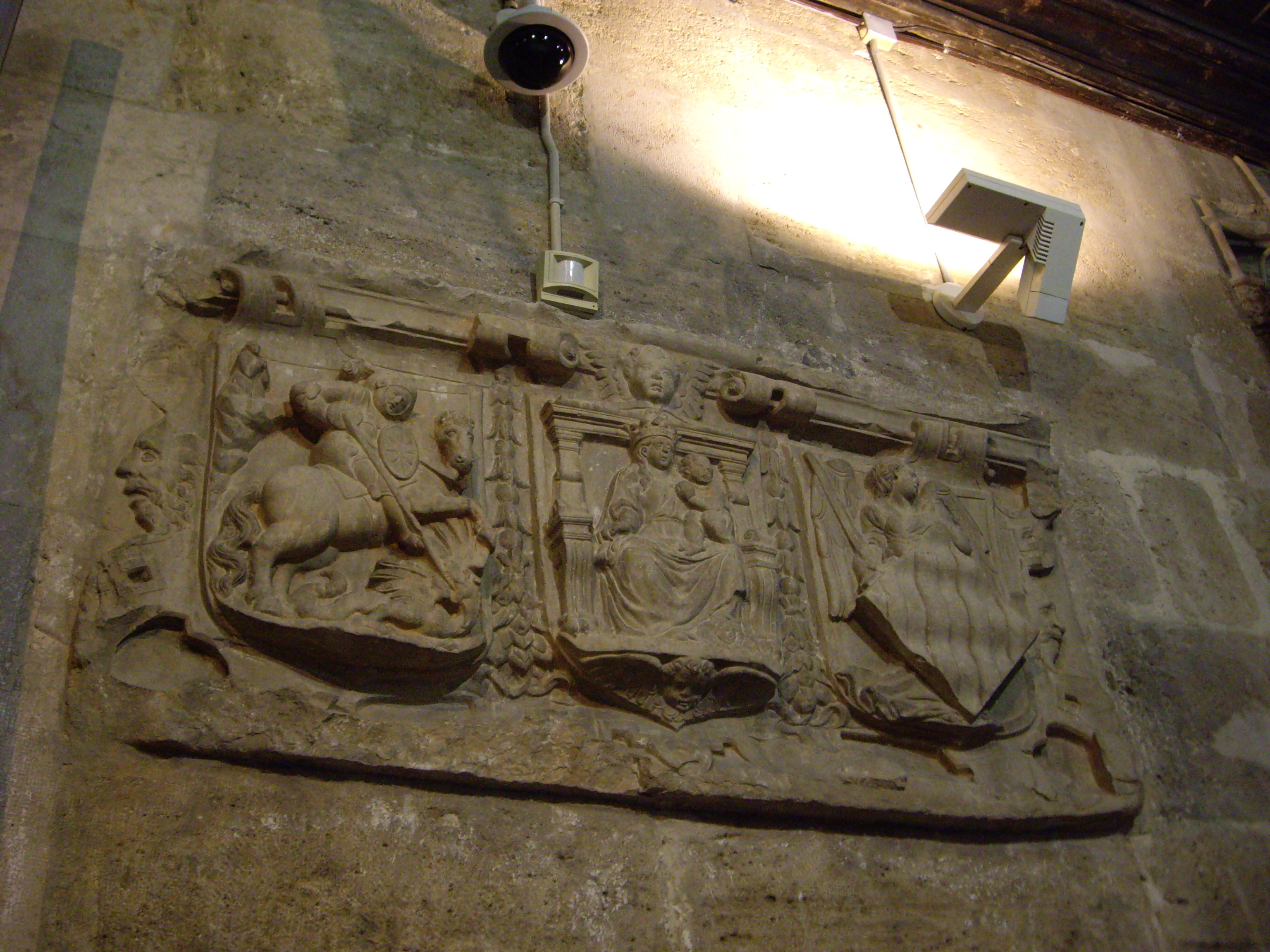
Escudo histórico de la Generalidad.

En el año 1481 se puso en venta la casa contigua a la sede de la Generalidad y los diputados decidieron adquirirla para poder ampliar el edificio. Las obras de acondicionamiento fueron llevadas a cabo por el «obrer de vila» Francesc Martínez «Biulaygua», quien había sido también autor de algunas de las obras realizadas anteriormente. Además del trabajo de albañilería, se realiza una importantísima obra de cantería a cargo de Pere Compte y Joan Yvarra, quienes en la misma fecha habían contratado la obra de la Lonja. Su actuación se concretaría en una escalera de piedra, actualmente perdida, y en la realización de las fachadas exteriores del edificio. Su distribución en aquella época era la siguiente: vestíbulo a la calle Caballeros, con establos a la izquierda y pajar a la derecha. Sobre los establos estaba la escribanía, en un entresuelo, al que se accedía desde una escalerilla, junto a un archivo. En el piso principal estaban la sala de reuniones y una saleta, a las que se accedía por la escalera de piedra antes comentada. Junto a esta última se construyó una capilla de planta cuadrada y cubierta con una bóveda de nueve claves, como la de la Lonja, cuya única ventana daba a un estrecho callejón. El retablo se contrataría, en 1483, con el pintor Pere Cabanes. 
En 1494 se incorpora a la obra el experimentado cantero Joan Corbera, que en esta época realizaría la portada de piedra del estudio o escribanía y, en 1504 la de su archivo con arcos mixtilíneos de influencia castellana. También sería el autor de los escudos de la sala recayentes a la calle Caballeros. Respecto a los maestros albañiles de esta primera etapa cabe citar, además de Francesc Martínez, a Miquel Ruvio, sustituido en 1502 por Joan Mançano. También es importante la intervención de los pintores Simón de Gurrea y García de Carcastillo, quienes decoraron el techo del archivo con figuras «vulgarment dites del romà».

### La gran renovación (1511-1515)

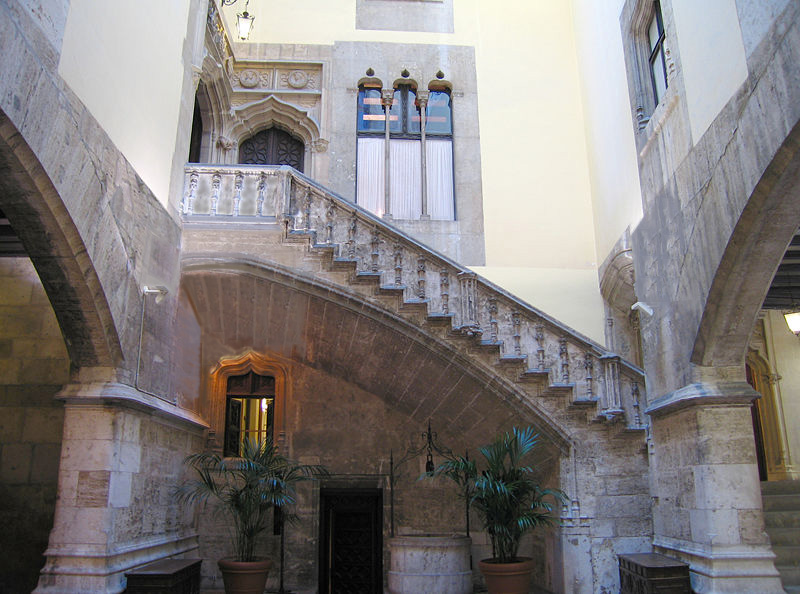
Escalera del patio del palacio.

La distribución interna del edificio primitivo, que aprovechaba las dependencias de las antiguas viviendas más o menos adaptadas, cambiaría totalmente a partir de 1511. Estas obras serían llevadas a cabo por el maestro cantero Joan Corbera, al maestro albañil Joan Mançano y a Alegret como carpintero, sustituido al poco tiempo por Joan de Bas. 
La intervención consistiría en desmantelar el antiguo y heterogéneo patio, fruto de unir los espacios libres de dos viviendas, para dar lugar al actual. Se desmontaron los cinco arcos de piedra y la escalera realizada por Pere Compte, siendo vendidos posteriormente. En su lugar se construirían los dos amplios arcos y la bella escalera que todavía se conservan en su lugar. También se pensaba ampliar la puerta de la plaza de Manises para darle una anchura igual a la de la calle Caballeros y añadir sobre las fachadas un «apitrador ab murons». También se abrirían nuevas ventanas y se realizarían las nuevas estancias, de las que se conserva buena parte. En la calle Caballeros se construyó la gran sala y la capilla, mientras que a la Plaza de Manises recaían tres estancias en el piso principal, más otras menores en los estudios y planta baja. De esta época es la cubierta con casetones del llamado estudio dorado, comenzada por Joan Bas y terminada, a su muerte, por Jordi Llobet. Joan Corbera daría trazas para las dos portadas de este estudio, quedando la obra escultórica a cargo de Jaume Vicent. La capilla, actualmente desaparecida, respondía a los cánones de la arquitectura renacentista, interviniendo en su decoración el escultor Lluís Monyós a partir de 1514.

### Obra de la Torre y otras intervenciones (1516-1600)

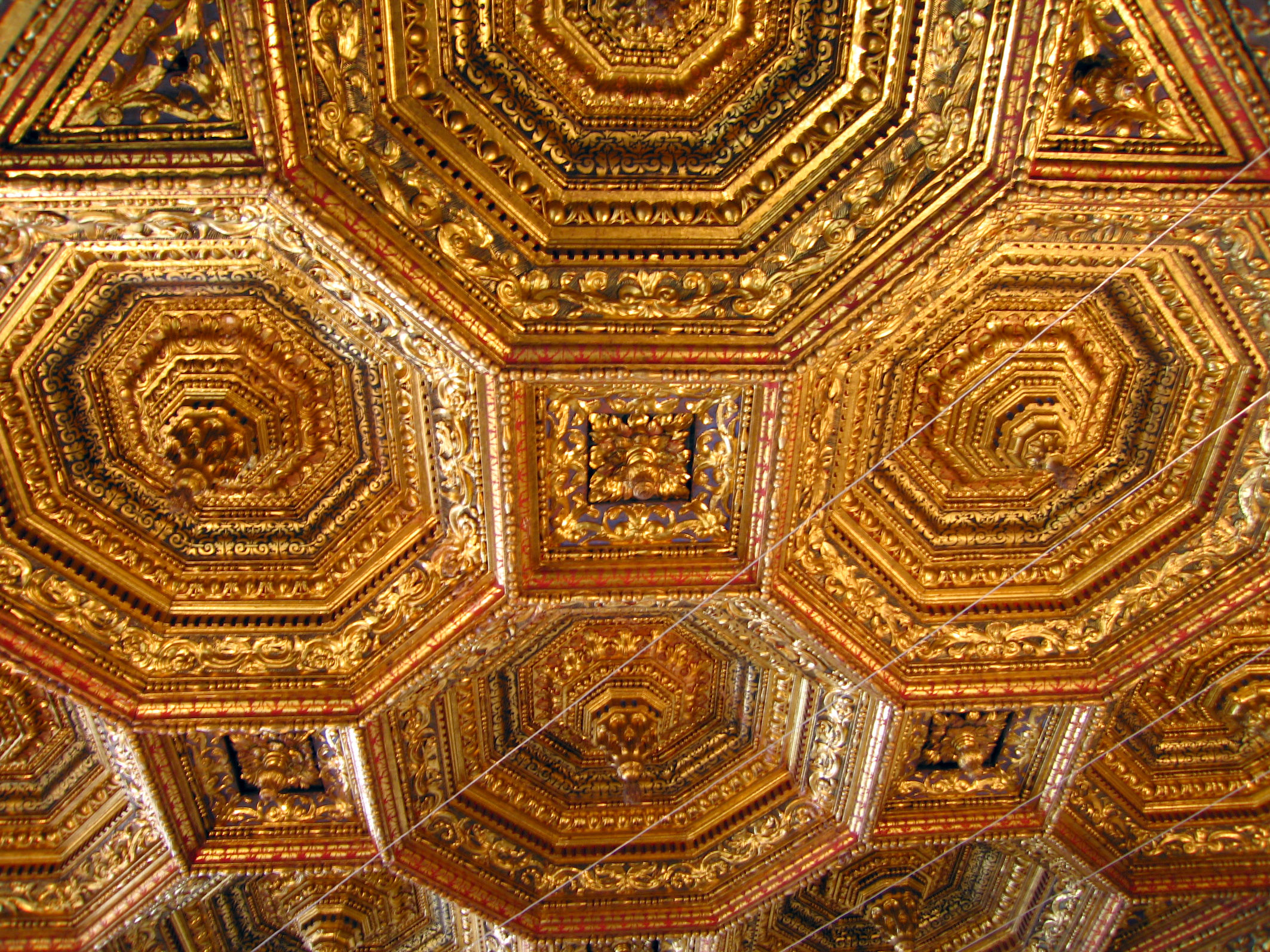
Detalle del techo de la «sala xica daurada».

A finales de 1513 se puso a la venta otro edificio situado entre el palacio de la Generalidad y el callejón que separaba la Casa de la Ciudad. Algunos años más tarde se adquirió otra casa contigua, que completaba el espacio hoy en día ocupado por el torreón. Las obras comienzan a cargo de Joan Corbera y Joan Mançano, con la colaboración de escultores como Jordi Llobet y Lluís Monyós y doradores como Pere Bustamant y Martí Eiximenis. Se levantó la planta baja y los dos estudios del entresuelo, conocidos posteriormente como «sala gran daurada» y «sala xica daurada», que se cubrieron antes de 1520. El conflicto de las Germanías (1520-1524) marcará un período de inactividad en las obras, que no se reanudarían hasta 1533. A partir de esta fecha se hará cargo de las obras el sacerdote y maestro constructor mossén Joan Baptista Corbera, hijo de Joan Corbera. Las obras de albañilería correrán por cuenta de Joan Navarro, realizándose además la decoración de los artesonados de los dos estudios, excelente labor de talla dirigida por el carpintero oriolano Genís Llinares. 

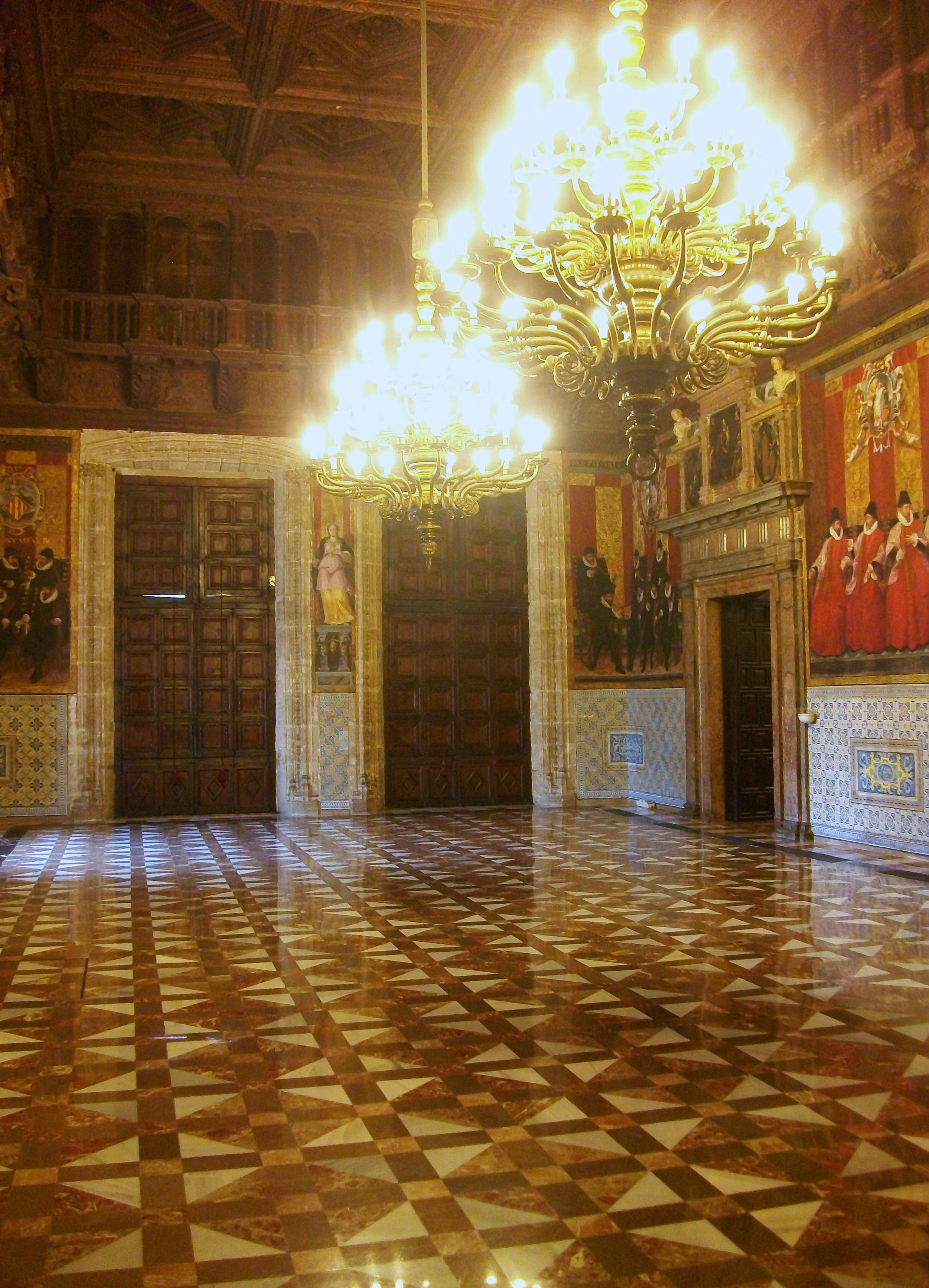
La Sala Nova o Sala de Corts con la puerta de entrada al fondo a la derecha.

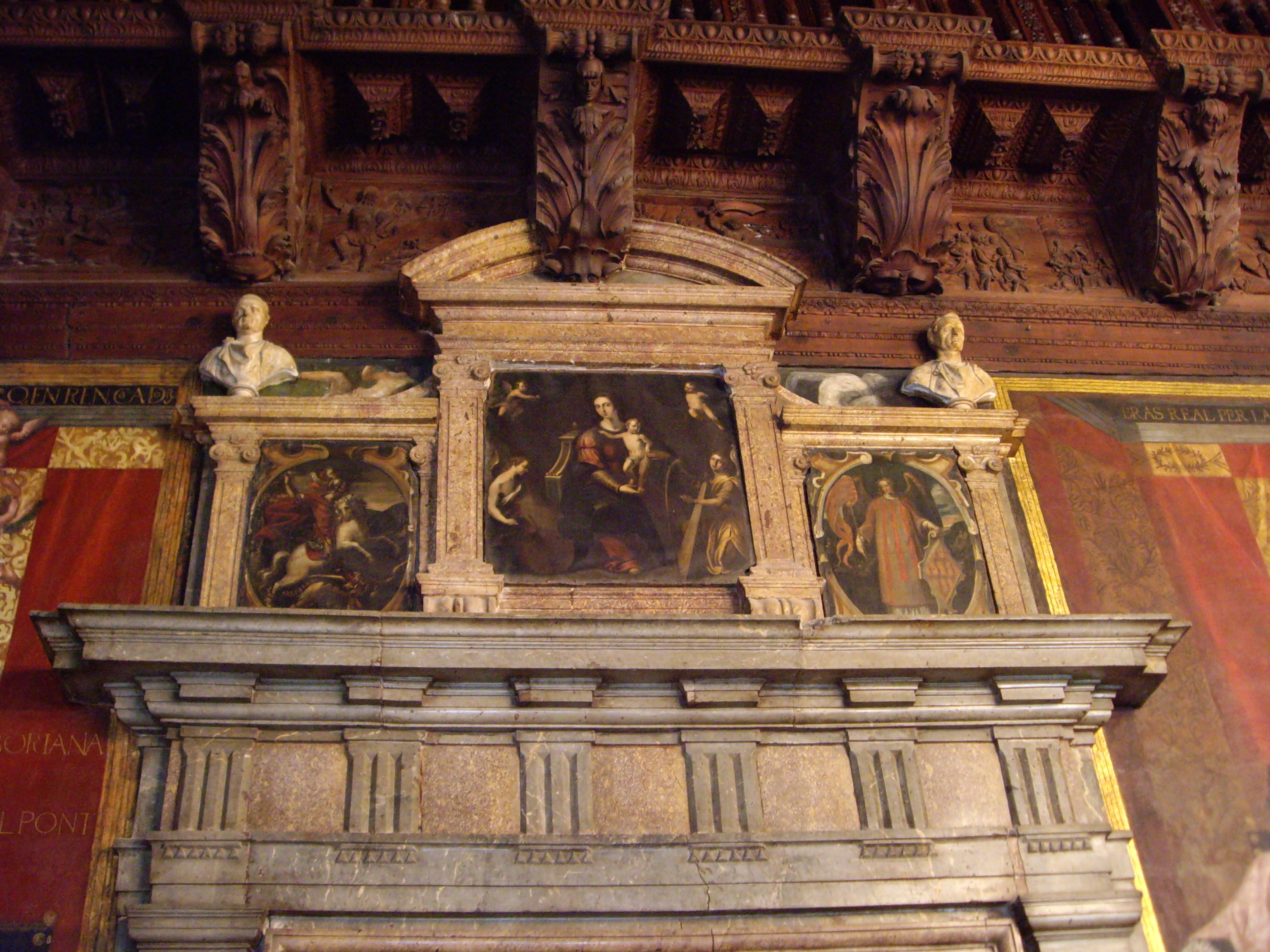
Parte superior de la puerta de entrada a la Sala Nova o Sala de Corts en la que están representados los tres braços por sus símbolos respectivos: la Virgen para el eclesiástico (centro); San Jorge para el nobiliario o militar (izquierda); y el Ángel Custodio con las armas reales (escudo y bandera) para las villas y ciudades bajo la jurisdicción directa del rey.

Sobre los dos estudios se seguiría construyendo la «Sala Nova», para la que mossén Corbera realizaría siete ventanas en 1538 enmarcadas por una moldura perimetral y rematadas por frontones avenerados, similares a los del patio del palacio del Embajador Vich. Sobre éstas se construirían otras tantas ventanas menores, de forma cuadrada y con una decoración plenamente renacentista, influidas por el tratado de Serlio. A finales de 1540 se encarga a Genís Llinares la realización de la techumbre de esta gran sala, con un corredor o galería perimetral que evoca el Salón del Trono del palacio de los Reyes Católicos en la Aljafería de Zaragoza. La presencia destacada de columnas en forma de candelabro delata la influencia del tratado de Diego de Sagredo, publicado en 1526, además de la tradición escultórica del primer renacimiento castellano. A la muerte de Llinares en 1543 serían sus hijos, Pere y Martí Llinares Blasco, quienes se harían cargo de continuar la obra, finalizándola, entre 1562 y 1565, el también carpintero y escultor Gaspar Gregori. A los miembros de la familia Llinares y a Gregori se atribuye la rica decoración de talla y los plafones de madera con escenas que se reparten por toda la cubierta. Sobre la «Sala Nova» se construyó un porche y una cubierta plana con antepecho, que se desmontaría algunos años después, siendo el maestro encargado de las obras Joan Vergara. 

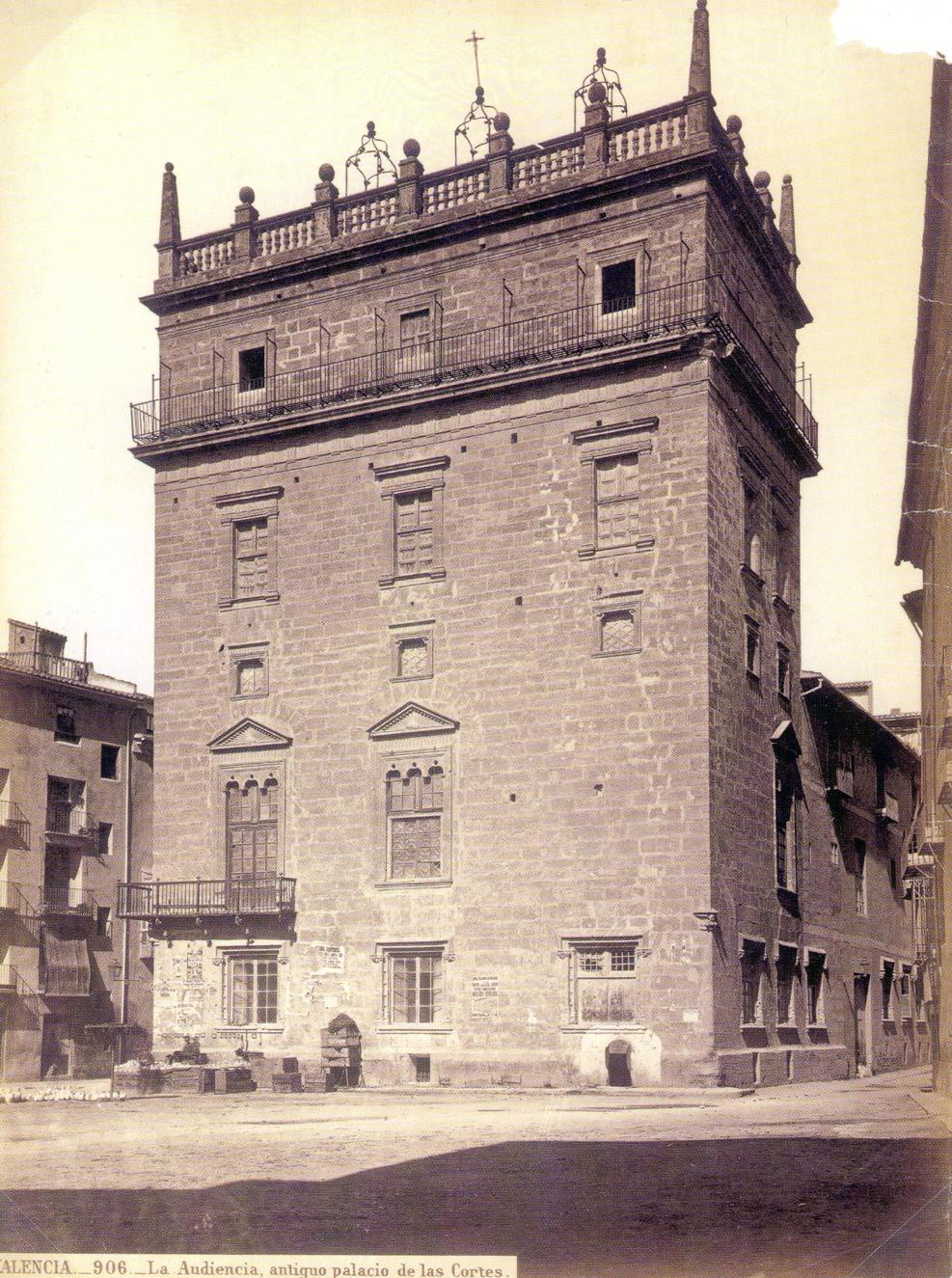
Vista de la Torre del Palacio de la Generalidad Valenciana, desde la plaza de la Virgen, en 1870.

En 1568 se realizarían los importantes zócalos y el pavimento con cerámica de Manises, elaborada por Joan Elies según diseños de «Joannes lo pintor», seguramente Juan de Juanes. En 1572 se contrataría al maestro Hernando de Santiago, recién llegado a la ciudad y conocedor de los nuevos modelos que se estaban introduciendo en las manufacturas sevillanas. Después de 1575 sería Juan de Villalba, procedente de Talavera, quien continuara la realización de decoración cerámica para el edificio. 
En el año 1574 se decide encargar a «stall» la finalización de las obras del torreón, puesto que se está alargando demasiado, nombrando al maestro carpintero Gaspar Gregori «architector», encargado de dirigir y gestionar las obras que se están realizando en el edificio. Gregori será autor de las trazas y de los moldes, contando con el asesoramiento técnico del cantero Miquel Porcar, quien ejecutaría materialmente la obra con su cuadrilla. El remate de la torre, de carácter netamente renacentista, está inspirado en las láminas del tratado de Serlio y presenta un nuevo cuerpo de ventanas cuadradas, cornisa, ático y balaustrada clásica rematada con bolas y pináculos. Se añadió también un balcón de hierro perimetral sobre la cornisa que queda bajo el ático, realizado por Joan Armaholea y Josep Monseu, así como otro mucho más elaborado, ejecutado por Baptista Cerdà, para la «Sala Nova» en la esquina de la Calle Caballeros. 
Algunos años después los escultores Joan Marià y Baptista April realizaron la portada que comunicaba la «capilla» y «Sala Nova» (1590), siguiendo las trazas proporcionadas en 1584 por Pere de Gorssari, aunque introdujeron algunas modificaciones basadas en el tratado de Vignola en la cara recayente a la «Sala Nova».

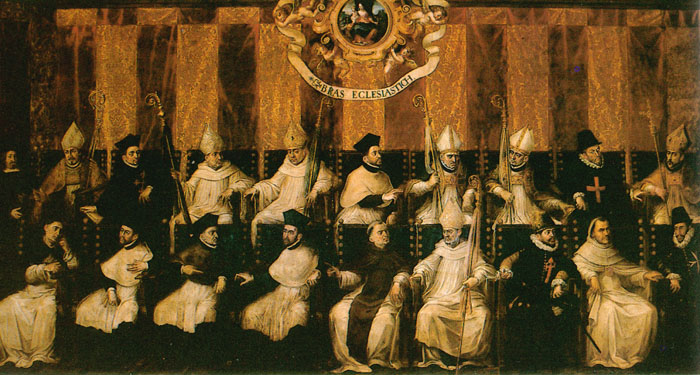
Braç eclesiástico en la Sala de Corts, pintura de Vicent Requena el Jove (1592-1593)
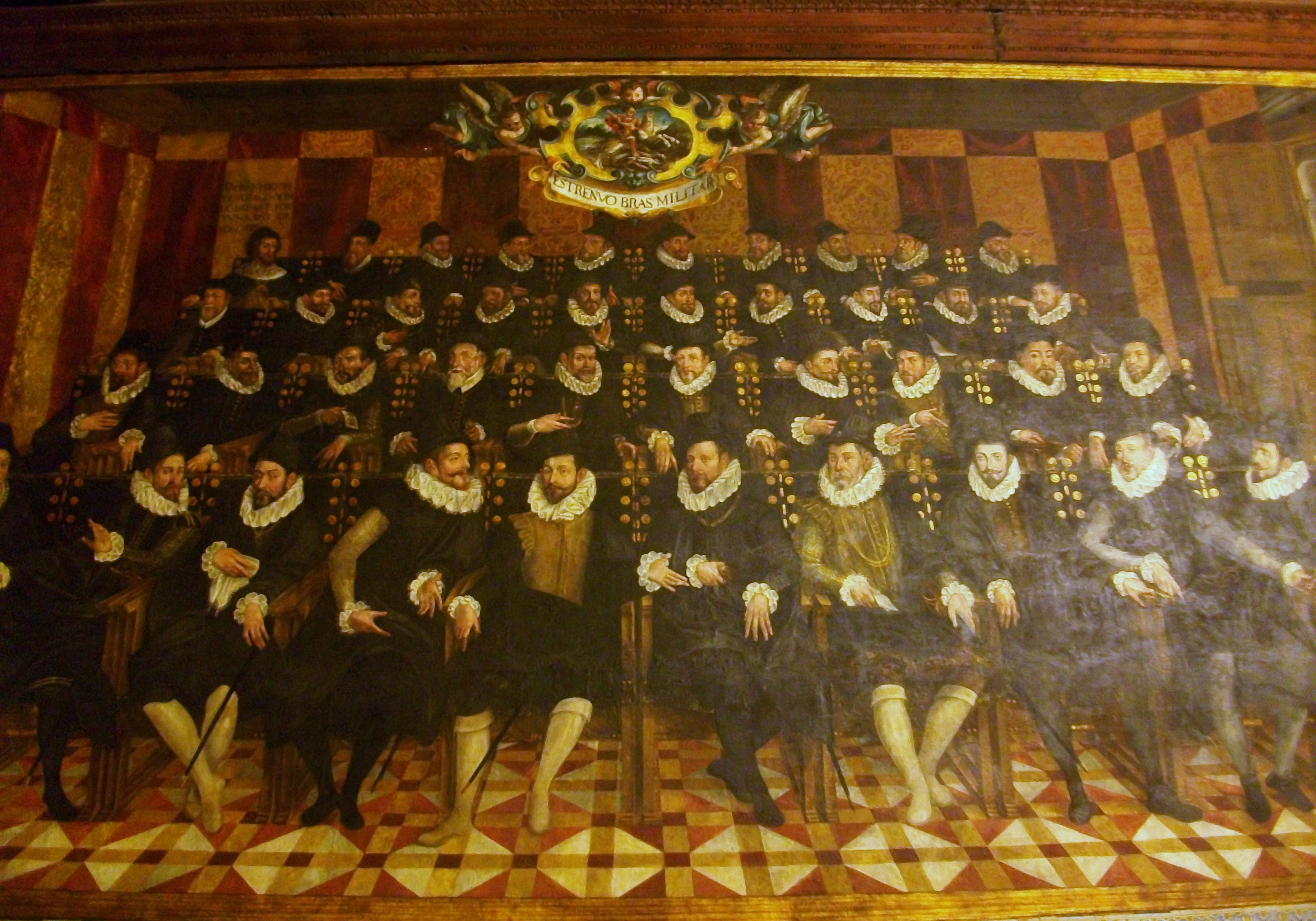
Braç militar o nobiliario, pintura de Francesco Pozzo (1592)
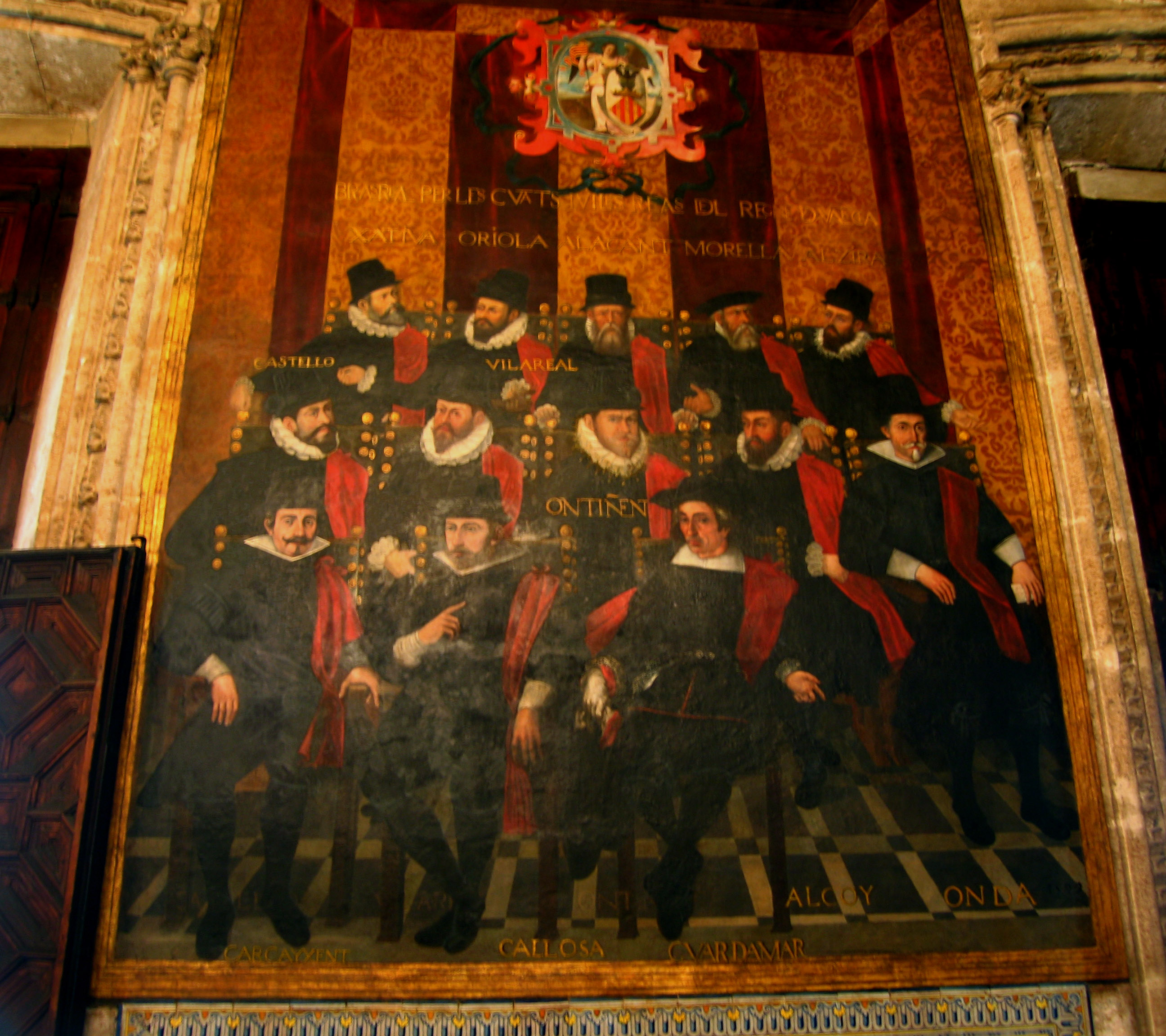
Villas y ciudades de primera categoría del braç real, pintura de Vicent Mestre (1592)
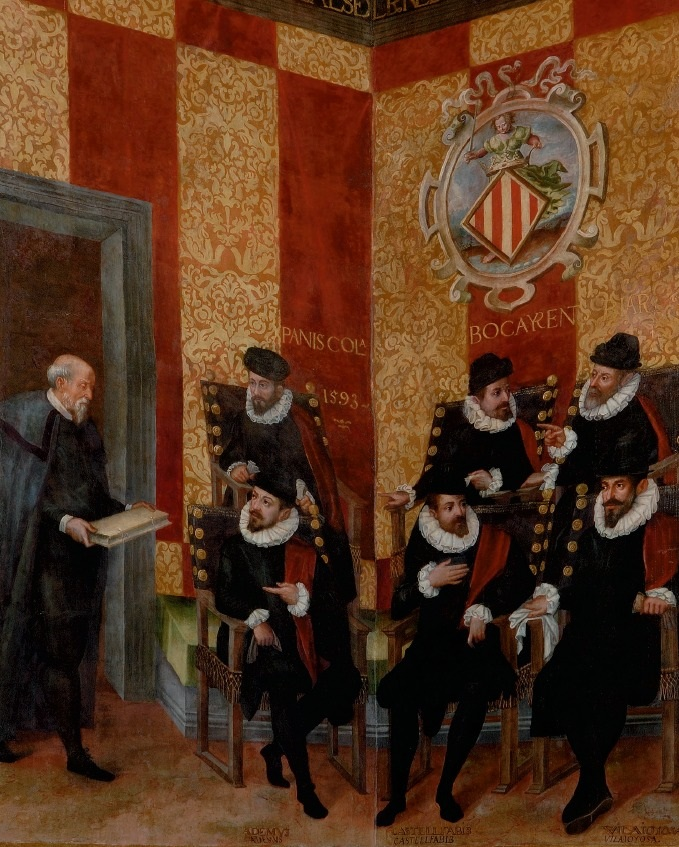
Villas de segunda categoría del braç real, pintura de Lluís Mata y Seabastià Saïdia (1593)
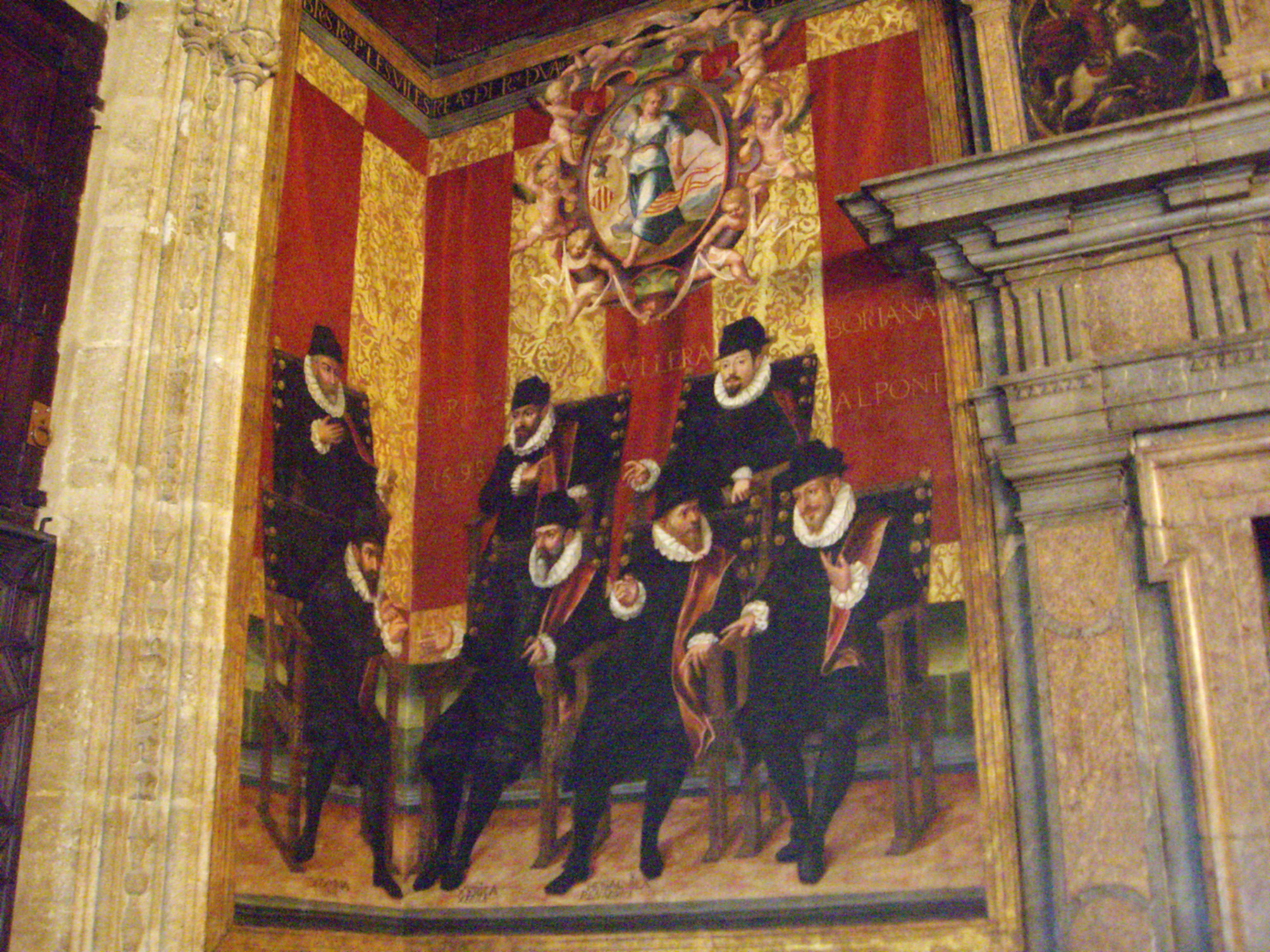
Otras villas de segunda categoría del braç real, pintura de Lluís Mata (1593)

En 1591, tras someterlo a consulta entre los más destacados pintores del reino, se decidirá decorar con pinturas las paredes de esta sala con los retratos colectivos de los diputados, pintados al vivo, labor que se llevará a cabo bajo la dirección de Juan Sariñena. Dada la magnitud del trabajo, que incluía la Generalidad, también llamado La Sitiada, los tres estamentos, eclesiástico, real y militar, los representantes de las Villas Reales y los contadores del Brazo Real, fueron llamados a colaborar otros artistas, entre ellos Vicente Mestre, Luis Mata, Sebastián Zaidía, Vicente Requena el Joven que se encargó del Estamento eclesiástico sobre un diseño de Sariñena, y el italiano Francisco Pozzo, a quien se debe el Estamento militar, reservándose Juan Sariñena La Sitiada y el Estamento real. Estas pinturas sufrirían a lo largo de los siglos múltiples retoques a causa de los problemas de humedad y deterioros varios. Unos años más tarde se encargó un cuadro de la Virgen, que concluyó el pintor Bernadí Çamora en 1638, enmarcado por Josep Pedrós. La puerta de la Sala sería realizada por Gregori en 1593. 
Parece que en 1592 se decidió comprar la otra casa colindante al palacio, en el lado de San Esteban, pero finalmente no se llegó a ningún acuerdo. Se desconoce también cómo se habría resuelto la ampliación del edificio. A este respecto algunos autores propondrían la hipótesis de la segunda torre, que se construiría en el siglo XX y que guardaría una relación evidente con el edificio contiguo de la Casa de la Ciudad. Otros, como Salvador Aldana, consideran que simplemente se hubiera prolongado el cuerpo de menor altura.

### La última época (1600-1700)

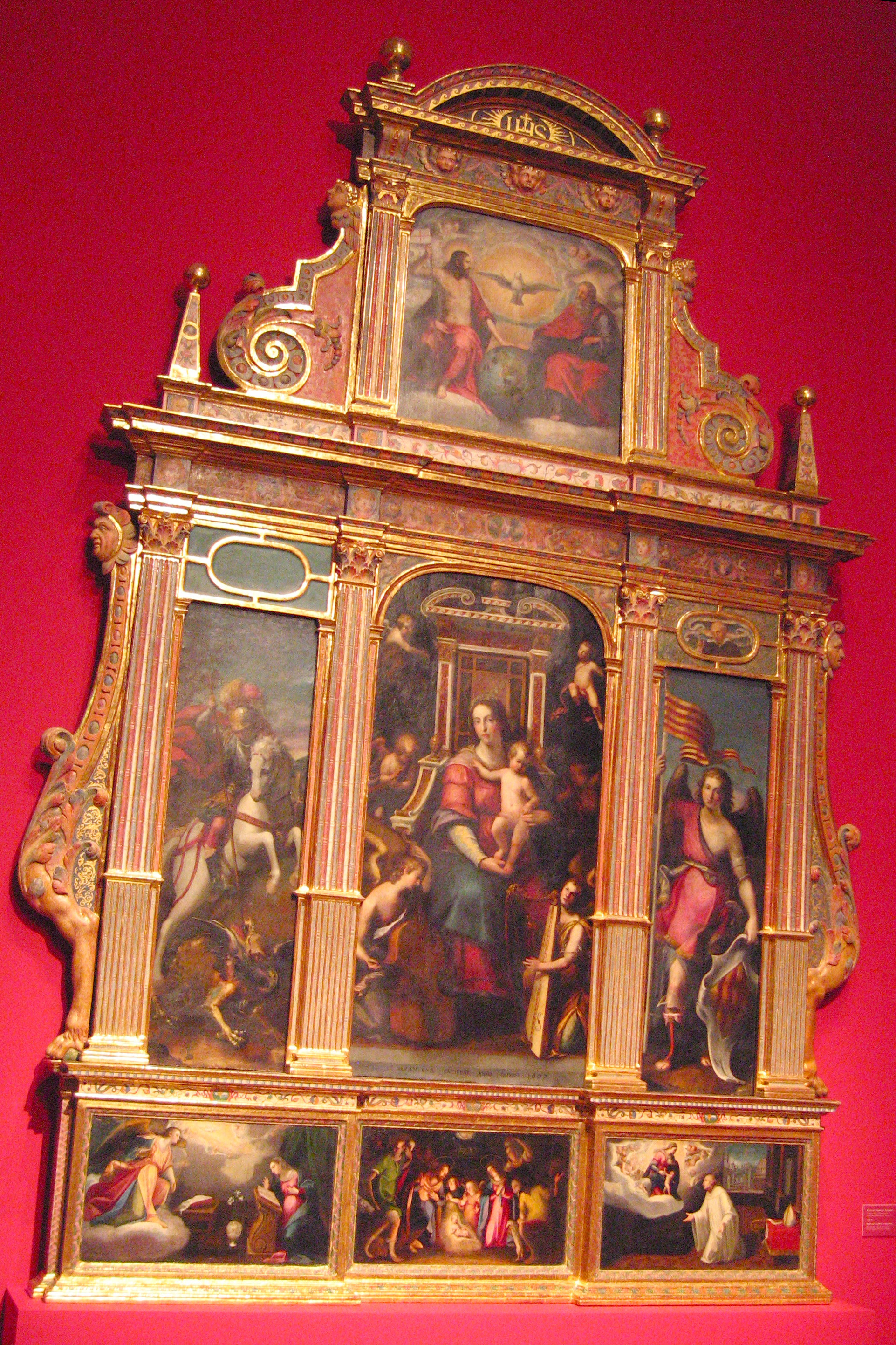
Retablo de la Capilla del palacio, autoría de Juan de Sariñena.

A principios de siglo se realizaría un nuevo retablo para la capilla, sustituyendo al antiguo de Pere Cabanes. El autor de las pinturas fue nuevamente Juan de Sariñena, mientras que la escultura del marco corrió a cargo del carpintero Jaume Fontestat. También se realizarán obras menores de mantenimiento y acondicionamiento, como la intervención en los dos estudios dorados para su uso como prisión de caballeros, en 1611. En el año 1655 se construiría una sacristía para la capilla, aprovechando para ello parte de la cocina de la casa del escribano, así como un gran cancel y nuevas puertas acordes con la «Sala Nova», realizados por el carpintero Joan Cassanya a partir de dibujos de Llorenç Pareja y Gregori German. Finalmente, en 1656 se construiría una nueva portada en la fachada de la Calle Caballeros, según diseño del pintor Jerónimo Jacinto Espinosa, inspirado en la sacristía del Colegio del Corpus Christi. Los canteros Josep Escrivá y Esteve Girardo se encargarían del trabajo, usando piedra negra de las Alcublas, mármol blanco de la Valldigna y piedra de Ribarroja. También se realizaron nuevas hojas de madera para las puertas y se alargó el balcón de la esquina. En 1690 se decidirá sustituir la portada gótica de la Plaza de Manises por otra similar a la de la Calle Caballeros. 
En 1718 se produce la abolición definitiva de la institución de la Generalidad Valenciana y en 1750 se decide el traslado de la Audiencia al Palacio de la Generalidad Valenciana y con tal motivo se realiza una reforma para adecuarla al uso, el maestro de obras fue Vicente Clemente. La reforma consistió principalmente en compartimentar las salas de la planta principal, incluida la sala nova y construir un balcón o galería recayente al patio de la sala de la capella.

### Otras intervenciones
En 1830 el arquitecto contratado por la Audiencia, Franco Calatayud, informa que una parte del edificio presenta un estado ruinoso y que el peligro es inminente. Entre las obras que se realizaron destacan:

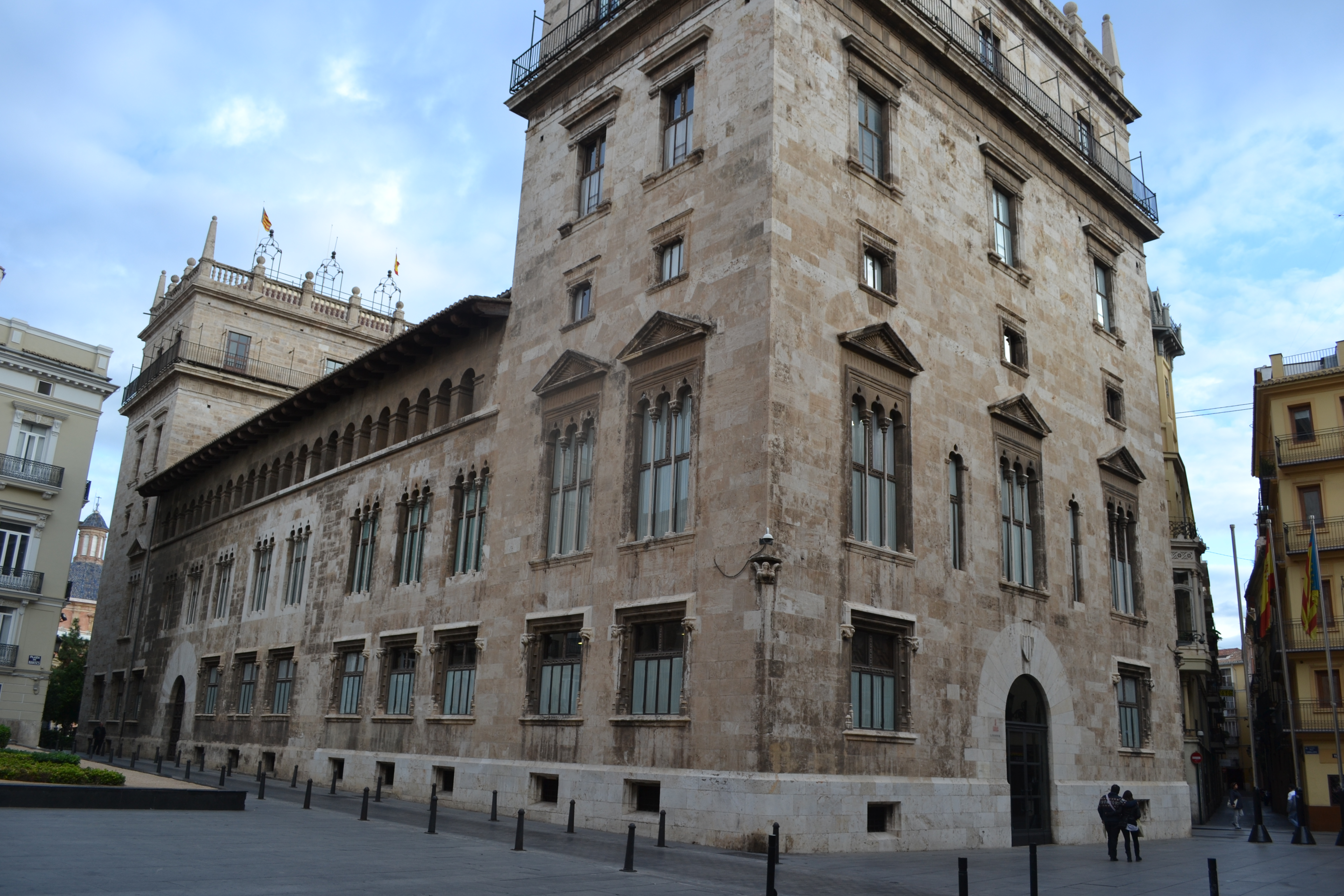
Nueva torre, construida en el ala oeste del palacio junto a la plaza de Manises, a mediados del.

- Rebaje de los porches del piso último.
- Se realizan nuevas compartimentaciones con tabiques de las diversas salas.
- Se forma una escalera entre el entresuelo y la antesala de las Salas del Crimen y Civiles.
- Se enluce la fachada principal y se ponen balcones.
- Escalera para subir al último piso sobre la principal.
- En el piso principal, antesala de la Capilla se colocan tres balcones grandes de hierro y cuatro puertas con ventanas nuevas.
- En el piso segundo que recae a la calle Caballeros se deben colocar cuatro balcones y en la parte de la plaza de Manises tres balcones. En el patio, dos antepechos de hierro con dos puertas ventanas.
- En 1871 el presidente de la Audiencia solicita a la Diputación su cooperación para la reparación y restauración de la sala nova, desconociéndose si esta obra fue llevada a cabo.

A partir de esta fecha se van realizando obras de mantenimiento y reparación dirigidas por los arquitectos provinciales. Entre las obras que se realizaron posteriormente destacan las siguientes:
- A partir de la segunda década del siglo XX, la Audiencia prepara su traslado a la Antigua Aduana, actual Palacio de Justicia y la Diputación ubicada en el Palacio del Temple, se traslada al Palacio de la Generalidad Valenciana. A partir de este momento se ocupa de las obras el arquitecto Vicente Rodríguez Martín, que consistirán en recuperar el edificio original, eliminando las transformaciones realizadas en etapas anteriores y consolidar la estructura del edificio.
- En 1941 se redacta el anteproyecto de restauración y ampliación del Palacio por el arquitecto de la Diputación Luis Albert. Las obras, que se prolongaron desde el año 1942 hasta 1953, suponen la ampliación del cuerpo central y la creación de una nueva torre que remata el lado oeste del volumen. Se propone la creación en parte de su crujía central de un patio descubierto. Se crea un acceso nuevo desde la plaza de Manises. Los elementos arquitectónicos de la ampliación fueron «al estilo» de los originales existentes en la parte antigua: escaleras de piedra, portadas de piedra tallada, carpintería de madera, artesonados y alfarjes no estructurales, aplacado de piedra y panelado de madera en las paredes.
Las piedras de sillería empleadas en la construcción de la nueva torre procedían del antiguo palacio de los Condes de Alacuás (o palacio de los Aguilar), construido en el siglo XVI, afectado por un bombardeo aéreo en 1937 y demolido en 1946.[3]
- A partir de 1982, cuando el edificio pasa a ser sede de la Presidencia de la Generalidad Valenciana, el arquitecto Alberto Peñín realiza el proyecto de acondicionamiento del edificio para las nuevas dependencias. Las actuaciones de este periodo con repercusión en el exterior del edificio suponen la cubrición de los dos patios, la creación de escaleras de emergencia y paso y la instalación de un nuevo ascensor. En los años que restan del siglo XX y principios del siglo XXI se procede a la realización de diversas intervenciones de rehabilitación y restauración del edificio.